# Stephen K. Hayes
Stephen K. Hayes (* 9. September 1949 in Delaware) ist ein US-amerikanischer Ninjutsu-Lehrer. Er war Schüler von Masaaki Hatsumi. International bekannt wurde er durch seine sechsteilige, bis zum vierten Teil auch in Deutschland erschienene Reihe der Ninja-Bücher, in der er die Lehre dieser speziell ausgebildeten japanischen Kämpfer für ein breites westliches Publikum verständlich gemacht hat.

## Leben
Hayes graduierte 1971 an der Universität von Miami mit einem Bachelor of Arts im Fach Schauspiel. In frühen Jahren hat Hayes als Schauspieler und Fotomodel gearbeitet, so war er unter anderem in der Miniserie Shogun als Double von Hauptdarsteller Richard Chamberlain sowie als Model in der Bedienungsanleitung der Canon AE1-Kamera zu sehen.  Hayes verbrachte viel Zeit auf der Suche nach authentischen Kampfsporttraditionen und übte Tang Soo Do. In Japan traf er 1975 Masaaki Hatsumi, Gründer des Bujinkan Dōjō. Dieser wurde sein Lehrer.
Hayes kehrte in die USA zurück und half maßgeblich dabei, Ninjutsu in Amerika und Westeuropa bekannt zu machen. Viele der heutigen großen Bujinkan-Lehrer in Amerika begannen ihr Training mit Hayes während dieser Zeit, so unter anderem Bud Malmstrom, Jack Hoban, Mark Davis, Jean-Pierre Seibel, Courtland Elliott.
1991 erhielt Hayes die Tokudo-Priesterweihe im Tendai-Buddhismus vom Tendai-Meister und Vajra Acharya, Clark Jikai Choffy. 1993 erhielt Hayes von Hatsumi den judan (schwarzer Gürtel zehnten Grades). 1997 gründete er seinen eignen Kampfsportstil, das To-Shin Do, basierend auf seinen Lebenserfahrungen und Kenntnissen im Budo taijutsu, beeinflusst vor allem aber auch durch seine Tätigkeit als Leibwächter für Tendzin Gyatsho, den vierzehnten Dalai Lama von Tibet. Hayes hat ebenfalls eine Richtung im Buddhismus gegründet, dem Blue Lotus Assembly.
Stephen K. Hayes gilt als eine anerkannte Autorität im Ninjutsu und darüber hinaus als versierter und passionierter Anhänger des Tendai mikkyo Buddhismus. Im Black Belt magazine in der Ausgabe März 2007 wurde er als einer der 10 einflussreichsten lebenden Kampfsportler in der Welt bezeichnet. Er ist Mitglied der Black Belt Hall of Fame und hat insgesamt neunzehn Bücher mit einer Gesamtauflage von 1,3 Millionen Exemplaren in fünf verschiedenen Sprachen und diverse DVDs veröffentlicht. In deutscher Übersetzung erschien nur die vierteilige Reihe der Ninja-Bücher.
2006 wurde Hayes Namenstafel aus dem Bujinkan-Honbu entfernt. Obwohl dies von beiden Seiten bestätigt wird, gibt es keine verlässlichen Aussagen über den Grund.
Hayes betreibt das Unternehmen SKH Quest, dessen Netzwerk 18 Schulen in 12 US-Bundesstaaten und weitere zwei Schulen in England umfasst.
Er lebt und arbeitet in Dayton (Ohio) in den USA. Verheiratet ist Hayes mit Rumiko Urata, gemeinsam haben sie zwei Töchter.

## Gesamt-Bibliographie von Stephen K. Hayes
- Ninja combat method: A training overview manual, Beaver Products, 1975.
- Ninja Vol. 1: Spirit of the Shadow Warrior, Ohara Publications, 1980. ISBN 0-89750-073-3
- Ninja Vol. 2: Warrior Ways of Enlightenment, Ohara Publications, 1981. ISBN 0-89750-077-6
- Ninja Vol. 3: Warrior Path of Togakure, Ohara Publications, 1983, ISBN 0-89750-090-3
- Ninja Vol. 4: Legacy of the Night Warrior, Ohara Publications, 1984, ISBN 0-89750-102-0
- Ninja Vol. 5: Lore of the Shinobi Warrior, Ohara Publications, 1989, ISBN 0-89750-123-3
- Ninja Vol. 6: Secret Scrolls of the Warrior Sage. Forthcoming, 2007, ISBN 0-89750-156-X
- Wisdom from the Ninja Village of the Cold Moon, Contemporary Books, 1984, ISBN 0-8092-5383-6
- Ninjutsu: The Art of the Invisible Warrior, McGraw-Hill, 1984. ISBN 0-8092-5478-6
- Tulku: A Novel of Modern Ninja, Contemporary Books, 1985. ISBN 0-8092-5332-1
- The Mystic Arts of the Ninja, McGraw-Hill, 1985, ISBN 0-8092-5343-7
- Ninja Realms of Power: Spiritual Roots and Traditions of the Shadow Warrior, Contemporary Books, 1986, ISBN 0-8092-5334-8
- The Ancient Art of Ninja Warfare: Combat, Espionage and Traditions, Contemporary Books, 1988, ISBN 0-8092-5331-3
- The Ninja and Their Secret Fighting Art, Tuttle Publishing, 1990, ISBN 0-8048-1656-5
- Enlightened self-protection: The Kasumi-An ninja art tradition : an original workbook, Nine Gates Press, 1992, ISBN 0-9632473-9-5
- Action Meditation: The Japanese Diamond and Lotus Tradition, Nine Gates Press, 1993, ISBN 0-9632473-7-9
- First steps on the path of light: Tendai-shu Buddhist mind science study guide, self-published, 1997.
- Secrets from the Ninja Grandmaster : Revised and Updated Edition (with Masaaki Hatsumi), Paladin Press, 2003, ISBN 1-58160-375-4
- How to Own the World: A Code for Taking the Path of the Spiritual Explorer, self-published, 2006, ISBN 0-9632473-2-8
- Enlightened Warrior Gyo-ja Practitioner Recitation Handbook for Daily Practice, self-published, 2006

## In deutscher Übersetzung sind erschienen
- Stephen K. Hayes: Ninja.  Falken-Verlag, Niedernhausen/Ts.
(Original-Titel: Ninja, spirit of the shadow warrior. Übers.: Johann Schmit.)
  - Band 1: Die Lehre der Schattenkämpfer. 1985. ISBN 3-8068-0758-2.
  - Band 2: Die Wege zum Shoshin. 1985. ISBN 3-8068-0763-9.
  - Band 3: Der Pfad des Togakure-Kämpfers. 1986. ISBN 3-8068-0764-7.
  - Band 4: Das Vermächtnis der Schattenkämpfer. 1986. ISBN 3-8068-0807-4.